# 美第奇家族
美第奇家族（義大利語：Medici，義大利語發音：[ˈmɛːditʃi]），或译为麥地奇家族、梅迪奇家族、梅迪契家族、麥第奇家族，是佛罗伦萨15世纪至18世纪中期在歐洲擁有強大势力的名門望族。

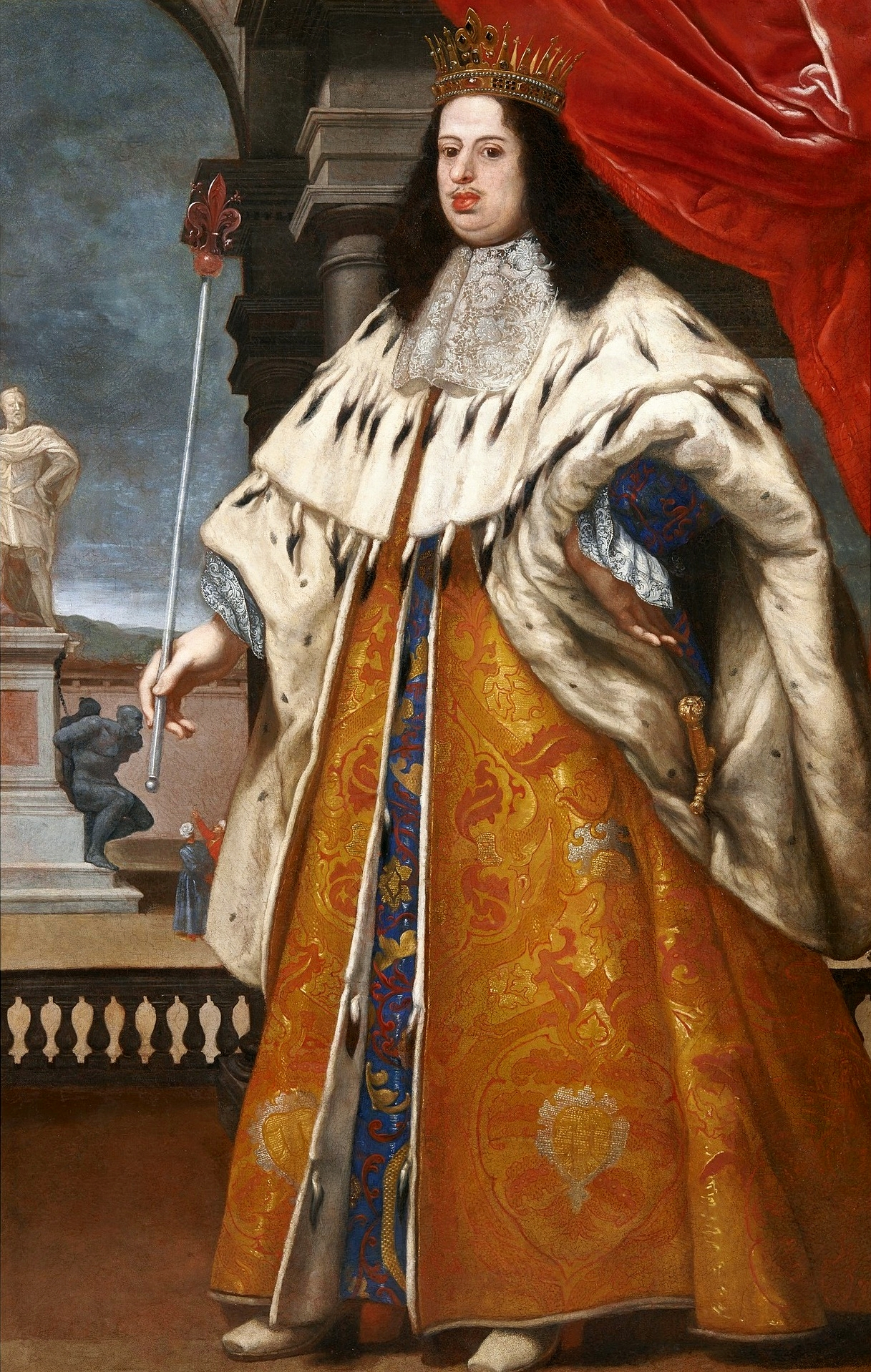
科西莫三世·德·美第奇

美第奇家族的族徽上紅球代表金幣，又有说红球是美第奇为查理曼服务的祖先阿伟拉多盾牌上被击打形成的凹槽。美第奇家族的红球的具体数量从未统一，不过最多不超过八颗，其上的蓝色金鸢花球是法国国王路易十一的御赐。
美第奇是醫師起家的金融家族 (如其名 Medici)，其财富、势力和影响源于经商、从事羊毛加工和在毛纺同业公会中的活动。然而真正使美第奇发达起来的是金融业务。美第奇银行是欧洲最兴旺和最受尊敬的银行之一。美第奇家族以此为基础，开始是银行家，进而跻身于政治家、教士、贵族，逐步走上了佛罗伦萨，意大利乃至欧洲上流社会的巅峰。在这名門中曾產生了四位教宗、多名佛羅倫萨統治者及托斯卡纳大公，两位法兰西王后，和其他一些歐洲王室成員。

## 家族历史
萨尔韦斯特罗·德·美第奇是第一个被载入历史的美第奇家族成员，他在1378年镇压了震动整个佛罗伦萨的梳毛工起义，成为了当时的正义旗手（佛罗伦萨共和国的最高司法长官）。
從1410年開始，乔凡尼·德·美第奇是第一个进入银行业务的美第奇家人，并且从他开啟家族在佛罗伦萨政府逐渐有了一定影响力。到乔凡尼的儿子科西莫·德·美第奇於1434年回國时，美第奇家族已成为佛罗伦萨共和国的非官方国家首脑（僭主），擊敗了前任的首腦家族──奧比奇家族（1382-1434年主宰佛羅倫薩）。科西莫受到全體公民高度的歡迎，主要是因為他為這個城鎮帶來了穩定與繁榮。他最重要的貢獻就是在佛羅倫斯與米蘭公國進行了十多年的戰爭後，1454年與米蘭公爵弗朗切斯科一世·斯福爾扎簽訂了洛迪和約，除了結束戰爭之外也帶來了義大利北部的和平。科西莫的名言是：「國家不能用念珠來治理」，他被稱為「平民的保護者」、「祖國之父」；1462年他設立「柏拉圖學園」。
1502阿瑞佐事變(Arezzo incident)，翡冷翠城因叛亂而勢力重組，1512年普拉托事變(Prato)美第奇家族掌控翡冷翠城
第三代「僭主」洛倫佐·德·美第奇治下，佛羅倫斯共和國進入黃金時代，成為文藝復興的典範。城市糧食供應充足、慈善事業興旺、娛樂享受人人參與，藝術家和學者得到慷慨贊助，美第奇府邸成為各地遊客嚮往的寶庫。洛倫佐晚年是義大利和平的保護人，他國爭端都請求他調解仲裁，與外交上的天才形成鮮明對比的是佛羅倫斯軍事上的軟弱。美第奇家族的政治資本就是巨大的聲望，至少在形式上保持了佛羅倫斯的獨立和自由。然而，美第奇家族雖然在社會高階層社群享有顯著的影響力，但也因此與基層社會的隔閡漸深，最終導致他們的統治基礎及地位始終處於相對不穩固的狀態。
科西莫家族分支一直统治佛罗伦萨，直到第一代佛罗伦萨公爵亚历山德罗·德·美第奇在1537年被刺杀。权势转移到第三代「僭主」洛倫佐·德·美第奇的外孫，由“痛风者”皮耶罗·迪·科西莫·德·美第奇的玄孙科西莫一世执掌。
1537年美第奇家族獲得佛羅倫斯公爵的稱號，1569年，美第奇又從教宗得到托斯卡納大公頭銜，統治長達2個世紀。

### 美第奇家脉的断绝
1737年，第7代托斯卡纳大公吉安·加斯托内·德·美第奇没有留下继承人就去世了，因此托斯卡纳大公的爵位就落到了洛林家族的弗朗茨·斯蒂芬（神聖羅馬皇帝弗朗茨一世）手里。这样，在西欧声名显赫的美第奇家族的家脉就此断绝。（但并不是说家族里没有活下来的人，只是没有名正言顺的继承者了。）
然而，美第奇家族世世代代传承下来的收藏品，现在还保存在烏菲茲美術館及帕拉提納美術館里。家族使用过的碧提宮等等建筑物也大多在佛罗伦萨市内完好地保留着。能够留下这些供后人景仰的藏品和建筑，都归功于美第奇家族最后的女性安娜·玛丽亚·路易萨·德·美第奇。她留下的遗言：「將美第奇家族的所有收藏品都留在佛羅倫斯，向公眾開放展出。」，使得美第奇家族的荣华富贵直到现在，还在被人们津津乐道着。

## 艺术建筑和科学
美第奇家族的最重大的成就在于艺术和建筑方面，在文艺复兴时期起了很大的促进作用。乔凡尼是这个家族中第一个赞助艺术的。援助马萨其奥并且定货重建圣洛伦佐教堂。科西莫·德·美第奇著名的艺术性的合作者是多那太罗和菲利普·利皮。那段时期裡最灿烂的一笔就是米开朗基罗，从洛伦佐开始他在几代人的时间里都为美第奇家族效劳。除了委任艺术和建筑方面的工作外，美第奇家族也进行大量收藏，现在他们的收藏是佛罗伦萨的乌菲兹美术馆的核心展品。
在建筑方面，美第奇家族给佛罗伦萨留下了许多著名的景点，其中包括乌菲兹美术馆，皮蒂宫和波波里庭院等。
除了在艺术和建筑方面的成就，该家族在科学方面也有突出贡献，赞助了达芬奇和伽利略这样的天才科学家。因为欧洲各国的分裂状态保护了异端学说（例如哥白尼的日心说等）和异端分子（例如伽利略等），文艺复兴就是在例如美蒂奇家族这样的欧洲各国在当地处于统治阶层的的庇护下兴起的。
这些惊人的成就使得美第奇家族被称为文艺复兴教父（The Godfathers of the Renaissance）。
- 1419年，乔凡尼委任菲利波·布鲁内莱斯基重建圣洛伦佐教堂。
- 科西莫委任布鲁内莱斯基继续未完成的圆顶聖母百花大教堂，1436年当时世界最大的穹顶完工。
- 托莱多的埃利诺拉，科西莫一世的妻子，购买皮蒂宫1550年。
- 科西莫一世资助创建乌菲兹美术馆的乔治·瓦萨里（1560年）并且建立设计学院1562年。
- 玛丽·德·美第奇，法国国王亨利四世的遗孀，路易十三的母亲，是彼得·保罗·鲁本斯的油画《法国王后玛丽·德·美第奇在马赛登陆》中（1622年－23年）的主角。

## 家族分支
統治佛羅倫萨的美第奇家族雖然已經絕嗣，但並不代表整個家族滅亡，事實上仍有許多分支續存，其中絕大多數分支都是由其共同祖先齊亞里西莫一世·德·美第奇的兩個孫子阿維拉爾多一世（Averardo I，活躍於1280年左右）及齊亞里西莫二世（活躍於1253年左右）的後代所衍生的，在美第奇家族漫長的歷史總共創造出14個分支，尚有2個分支流傳至今。

### 格拉尼亞諾系
對於這個分支的起源所知甚少，目前僅知該家族最早於1269年就生活在格拉尼亞諾，家族有許多成員擔任公職，而其中最著名的成員為律師及法學家卡米洛·德·美第奇·迪·格拉尼亞諾，家族亦隨著他的去世而消亡。

### 波尼諾·迪·菲利波系
這個分支由波尼諾（Bonino，活躍於1312年）所建立，該家族曾出過一位主教扎諾比·德·美第奇，已於1654年斷絕。

### 阿拉曼諾·迪·菲利波系
這個分支由阿拉曼諾（Alamanno，死於1355年）建立，較著名成員為弗利主教里奧納爾多·德·美第奇及卡薩諾阿洛約尼奧教區主教貝爾納爾多·安東尼奧·德·美第奇，家族已於1742年斷絕。

### 貝納爾多·迪·吉安波諾系
這個分支由貝爾納爾多（Bernardo，活躍於1322年）建立，並於1770年斷絕。

### 維耶里·迪·坎比奧系
這個分支由佛羅倫斯銀行家維耶里·德·美第奇建立，著名成員還有比薩總主教菲利波·德·美第奇，該家族已於1731年斷絕。

### 薩爾維斯特羅·迪·阿拉曼諾系
這個分支由萨尔韦斯特罗·德·美第奇創立，並於1667年斷絕。

### 扎拉的美第奇家族
這個分支由寇波（Coppo，可能於1330年死亡）建立，並一直繁衍至現代，最後於20世紀中期左右斷絕。

### 弗朗切斯科·迪·喬凡科系
這個分支由弗朗切斯科（Francesco，生卒年不詳）建立，較著名成員為阿利費主教皮埃特羅·保羅·德·美第奇，家族已於1793年斷絕。

### 卡法喬洛系
這個分支由是指科西莫·德·美第奇的後代，包含多位佛羅倫斯僭主以及一位佛羅倫斯公爵，最後一位成員為亞歷山德羅·德·美第奇的私生子朱利奧·德·美第奇之子科西莫·迪·朱利奧·德·美第奇，約於1630年斷絕。

### 波波拉諾系
這個分支由老洛伦佐創立，稱為波波拉諾係因老羅倫佐的孫子羅倫佐·迪·皮埃爾弗朗切斯科·德·美第奇以及人民的喬凡尼於皮耶羅二世·德·美第奇在位時公開反對他並表示他們與人民站在一起（il Popolano）而來，而人民的喬凡尼藉由與卡特琳娜·斯福爾扎的婚姻生下了著名的雇傭兵黑條喬凡尼，成為了後來的托斯卡納公爵的祖先。

### 美第奇-托爾納昆奇（義大利語：Medici Tornaquinci）
這個分支由朱利亞諾（Giuliano di Giovenco de' Medici，生卒年不詳）創立，家族於1628年被斐迪南二世·德·美第奇賜予卡斯特利納侯爵的頭銜，該家族曾於1705年經歷一次滅絕，但經由旁系於1790年繼承，並將母系姓氏托爾納昆奇加入姓氏中，該家族一直生活至今日，目前的家族首領為第十五代侯爵朱利亞諾（Giuliano de' Medici Tornaquinci，1946年生）。

### 佛羅倫斯貴族系
該分支由阿維拉爾多（Averardo，活躍於1513年）創立，該家族於1821年失去男性繼承人，並經由女性後代與佩魯奇家族聯姻後延續。

### 奧塔維亞諾的美第奇家族
這個分支由奧塔維亞諾·德·美第奇的次子，貝爾納迪托·德·美第奇創立，他的兄長是良十一世，貝爾納迪托娶了亞歷山德羅·德·美第奇的私生女茱莉亞·德·美第奇，並於1567年買下了位於那不勒斯王國的奧塔維亞諾領主銜也搬遷至此，他的後代被封為親王並在美第奇主系絕嗣後嘗試宣稱家族對托斯卡納大公國擁有繼承權，但以失敗告終。
是唯二於現代仍有後人的分支，現任的親王是朱利亞諾·德·美第奇·迪·奧塔維亞諾（Giuliano de' Medici di Ottajano），他是國際美第奇協會（International Medici Association）的主席及美第奇家族於現今的代表人，他致力於研究及維護他的祖先所留下的遺產。

### 佩魯奇·德·美第奇家族
這個分支是由美第奇家族旁系的貝爾納爾迪托·迪·安東尼奧·德·美第奇的女性後代經由與佩魯奇家族聯姻後產生的分支，該家族最後一位成員澤娜（Zena，1913-2016）於2016逝世後家族斷絕。

## 著名家族成员
- 萨尔韦斯特罗·德·美第奇（1331年－1388年），镇压梳毛工起义事件，成为佛罗伦萨的正义旗手，1382年被驱逐。
- 乔凡尼·德·美第奇（1360年－1429年），恢复了家庭时运和使美第奇家庭成为欧洲最富裕的家族。
- 科西莫·德·美第奇（1389年－1464年），第一个佛罗伦萨僭主，美第奇政治时代的创建者。
- 洛伦佐·德·美第奇（1449年－1492年），在文艺复兴时期的黄金时代里的期间领导佛罗伦萨。
- 若望·德·美第奇（1475年－1521年），即教宗良十世。
- 儒略·德·美第奇（1478年－1534年），即教宗克勉七世。
- 科西莫一世·德·美第奇（1519年－1574年），第一代托斯卡纳大公，复兴美第奇家族。
- 凯瑟琳·德·美第奇（1519年－1589年），法国王后和摄政王。
- 亚历山大·奥塔维亚诺·德·美第奇（1535年－1605年），即教宗良十一世。
- 斐迪南一世·德·美第奇（1549年－1609年）第三代托斯卡纳大公。
- 斐迪南二世·德·美第奇（1610年－1670年）第五代托斯卡纳大公。
- 玛丽·德·美第奇（1573年－1642年），法国王后和摄政王。
- 吉安·加斯托内·德·美第奇（1671年－1737年），最后一任托斯卡纳大公，美第奇家族至此绝嗣。
- 安娜·玛丽亚·路易萨·德·美第奇（1667年－1743年），美第奇家族最后一位女性。

## 家徽
家徽上六個圓形圖案，最上方藍底尾鳶花代表與法國皇室的關係，其餘五顆紅色圓形圖案主要解釋有下列幾種：
- 一說為傳奇武士盾牌的徽飾。
- 金條：中世紀時金條並非如今日是條狀，而是做成球狀。
- 可信度較高的解釋為錢幣。當時銀行公會（Bankers Guild）的徽飾也有同樣圖騰可資証明。
- 至於藥丸的說法則已經被該家族後人（只剩母系後代）否認，因為家族當時並未從事製藥且中世紀以藥草湯劑為主，藥丸極不普遍。此謠言出自16世紀法國宮廷，主要目的是貶低嫁到法國的凯瑟琳·德·美第奇其背景是平民。